# Zielona Ulica (Sompolno)
Zielona Ulica – część miasta Sompolno, położona na północ od sompoleńskiej starówki, wzdłuż ulicy Zielonej. Jest to teren rzadko zabudowany o charakterze wiejskim.